# Jenifra
Jenifra (en árabe: خنيفرة‎, en francés: Khénifra) es una ciudad de Marruecos y constituye la capital de los Zayanes, una tribu bereber. Se localiza a 160 kilómetros de Fez, y 300 km de Marrakech.
Se caracteriza por ser una ciudad muy calurosa, con grandes montañas y extensos lagos. También llama la atención el color anaranjado presente en sus casas.

## Geografía
Se encuentra en la zona de interior de Marruecos. Su localización geográfica hace de ella una ciudad con temperaturas altas, que suelen ser mayores que 25 °C. Está localizada en una meseta a 860 metros de altitud, en una zona muy montañosa, pues la ciudad está aislada por cuatro grandes montañas.
Además, la ciudad se encuentra situada al lado del río Morbeya. Consta de numerosos lagos, paisaje que constituye una de las características más especiales de esta ciudad.

## Ecología

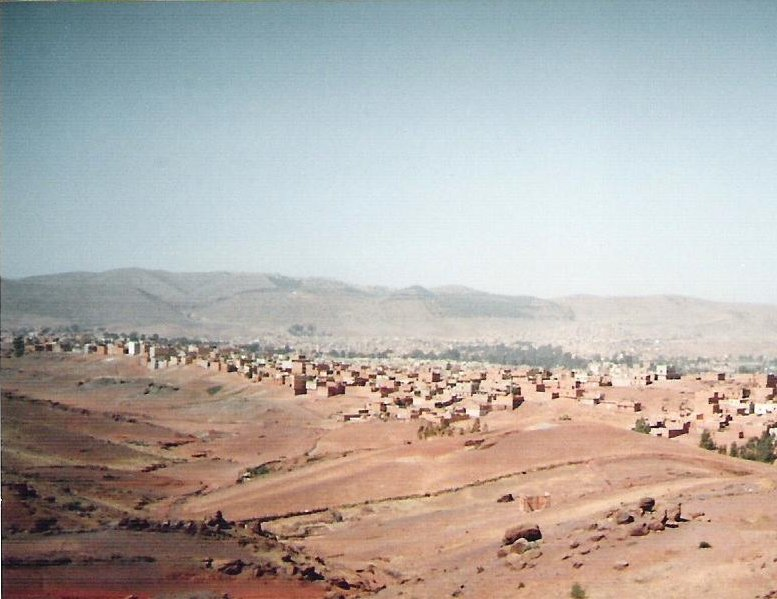
Vista de la ciudad

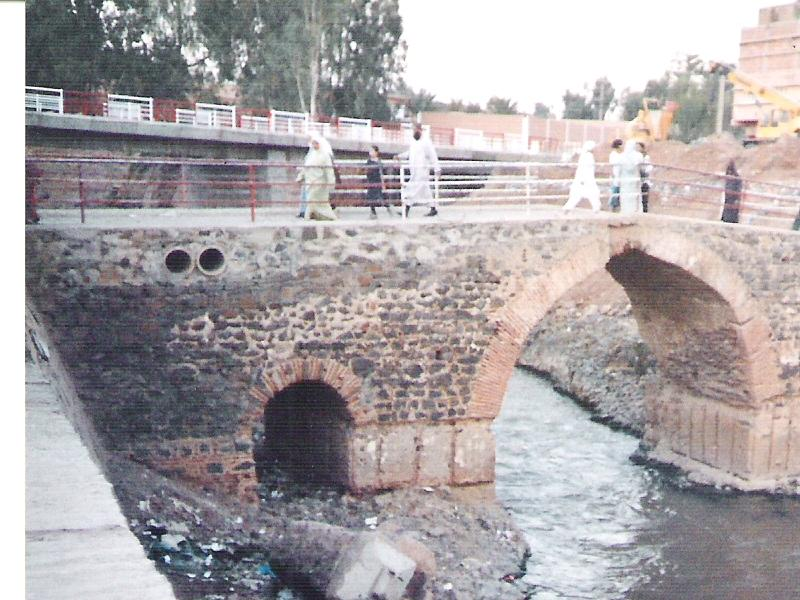
Puente "portugués" sobre el Morbeya

No es una zona con bosques muy poblados, excepto en las zonas donde están sus lagos, en los que podemos encontrar variedad de vegetación.

## Demografía

### Población
Se estima que en 2008 la población ha superado los 77.000 habitantes (72.672 hab. en 2004), siendo el crecimiento en la última década considerable.

### Etnias
Más de 98% de la población está constituida por la población bereber.

### Religión
La religión principal en Jenifra es la musulmana (esencialmente sunníes) y existen minorías cristianas y judías.

### Cultura
El idioma principal es el árabe clásico, como en el resto de las ciudades de Marruecos. También está muy extendido el uso del francés y del bereber. La ciudad de Jenifra consta de un gran zoco, mercado popular, que abre los domingos; constituye una de las áreas más interesantes de la zona y un buen mercado que visitar por parte de los turistas.